# NHL 09
NHL 09 je dalším pokračováním známé počítačové hokejové série. Hra má vylepšenou grafiku ale také nový Skill stick. Skill Stick nabízí hráčům možnost vložení hole do střely protihráče. Novinkou je také nový herní mód, který umožňuje propojení až 12 hráčů na různých PC. Hra je kompletně přeložená do češtiny a slovenštiny i s českým dabingem od Roberta Záruby a Petra Vichnara a se slovenským dabingem od Marcela Merčiaka a Márie Pietrovej.

## Herní módy
- Online herní mód – tento herní mód nám nabízí možnost spojení až 12 hráčů najednou. To znamená že může hrát 6 na 6. Hráči si vyberou jakýkoliv tým z NHL, ruské a české ligy a mohou porovnat svou kvalitu.
- Turnaj – je klasický mód, kdy si vytvoříte Vámi zvolený počet týmů a zahrajete si klasický turnaj.
- Sezóna – je z další řady klasických módů, kdy si zahrajete klasickou sezónu za Vámi vybraný tým nebo máte možnost si zahrát ruskou popřípadě českou ligu.
- Be a Pro – je dalším zajímavým módem, kdy hrajete za jednoho Vámi vybraného hráče a plníte úkoly, které Vám hra dává. Poté se Váš hokejista zlepšuje a roste mu výkonnost. Výkonnost je rozdělena až do 50 kategorií.
- Dynastie – můžete hrát více sezón a taky se starat o klub jako manažer.